# Petroica gorjanegra
La petroica gorjanegra (Plesiodryas albonotata) és un ocell de la família dels petròicids (Petroicidae) i única espècie del gènere Plesiodryas Mathews, 1920.

## Hàbitat i distribució
Habita els boscos de les muntanyes de Nova Guinea.